# Penenirmus serrilimbus
Penenirmus serrilimbus är en insektsart som först beskrevs av Hermann Burmeister 1838.  Penenirmus serrilimbus ingår i släktet Penenirmus, och familjen fjäderlöss. Arten är reproducerande i Sverige.